# Агрокомерц
Агрокомерц је прехрамбено предузеће са сједиштем у Великој Кладуши. Фирма је постала свјетски позната касних 1980-их због корупционог скандала познатог као Афера Агрокомерц.

## Историја
Агрокомерц се налази на простору који је стављен у економску блокаду од стране КПЈ непосредно након Другог свјетског рата. У то вријеме компанија је била фарма која се налазила одмах преко републичке границе, у СР Хрватској. Седамдесетих година, са новим предсједником Фикретом Абдићем Агрокомерц је почео да расте сарађујући са пољопривредницима у околним подручјима, градећи фарму пилића и обезбјеђујући радна мјеста за хиљаде незапослених људи у региону који би се иначе одселили.
Убрзо након тога Агрокомерц је постао главна тема у свим аспектима локалног живота. Позитивним утицајем на запослене и јавност, Агрокомерц је направио овај регион једним од најнапреднијих у Југославији. Сопственим ресурсима Агрокомерц је изградио путеве и у крајњим дијеловима региона, увео воду у готово сваку кућу у региону, уложио у школски систем да би добио високообразоване раднике. Осамдесетих компанија је имала милионе пилића, хиљаде ћурки, хиљаде зечева, производила мајонез, пилетину, ћуретину, зечетину, саламу, чоколаду, печурке, и посједовала хладно и суво складиште. Са преко 13.000 запослених, својих камиона за дистрибуцију производа, аутобусе које су користили радници и јавност, огроман углед за квалитет производа широм Европе, Агрокомерц је био гигант.
У току рата компанија се налазила у Аутономној Покрајини Западној Босни, де факто независном тијелу, у сјеверозападном углу БиХ. Послије рата фирма је прешла у власништво ФБиХ.